# Cedronia granatensis
Cedronia granatensis är en bittervedsväxtart som beskrevs av José Cuatrecasas. Cedronia granatensis ingår i släktet Cedronia och familjen bittervedsväxter. Inga underarter finns listade i Catalogue of Life.